# Journal of Biomolecular NMR
Journal of Biomolecular NMR (abrégé en J. Biomol. NMR.) est une revue scientifique à comité de lecture. Ce mensuel publie des articles de recherches originales dans le domaine de la résonance magnétique nucléaire appliquée à la biochimie.
D'après le Journal Citation Reports, le facteur d'impact de ce journal était de 3,141 en 2014. L'actuelle directrice de publication est Gerhard Wagner.